# Tyrone Power Sr.
Pour les articles homonymes, voir Power.
Tyrone Power Sr. (Frederick Tyrone Edmond Power) est un acteur américain né à Londres (Royaume-Uni) le 2 mai 1869, mort le 23 décembre 1931 à Los Angeles, Californie, États-Unis.

## Décès
Alors qu'il avait commencé le tournage du film The Miracle Man, Tyrone Power Sr décède d'une crise cardiaque le 23 décembre 1931 dans les bras de son fils, Tyrone Edmund Power, Jr qui deviendra célèbre sous le simple nom de Tyrone Power et qui était, alors, âgé de 17 ans. Sa mort survint dans son appartement du Hollywood Athletic Club, non loin du studio.
Il avait 62 ans. Comme il n'avait filmé seulement quelques scènes avant sa mort, son rôle fut repris par Hobart Bosworth. Son fils décèdera dans des circonstances quasiment identiques à l'occasion du tournage du film Salomon et la reine de Saba en 1959,.

## Filmographie partielle
- 1914 : Aristocracy de Thomas N. Heffron
- 1915 : Sweet Alyssum de Colin Campbell
- 1916 : The Devil-in-Chief de Colin Campbell
- 1916 : Thou Shalt Not Covet de Colin Campbell
- 1916 : Where Are My Children? de Lois Weber
- 1917 : Lorelei of the Sea de Henry Otto
- 1917 : National Red Cross Pageant de Christy Cabanne
- 1919 : The Mad Woman de George Terwilliger
- 1920 : The Great Shadow de Harley Knoles
- 1921 : La Panthère noire (The Black Panther's Cub) de Émile Chautard
- 1921 : La Rue des rêves (Dream Street) de D. W. Griffith
- 1921 : Des pas dans les ténèbres (Footfalls) de Charles J. Brabin
- 1923 : Le Vengeur (Fury) de Henry King
- 1923 : Wife in Name Only de George Terwilliger
- 1923 : The Daring Years de Kenneth S. Webb
- 1923 : The Day of Faith de Tod Browning
- 1924 : The Lone Wolf de Stanner E. V. Taylor
- 1924 : Greater Than Marriage de Victor Halperin
- 1924 : Janice Meredith de E. Mason Hopper
- 1925 : Le Fils prodigue (The Wanderer) de Raoul Walsh
- 1925 : Where Was I? de William A. Seiter
- 1925 : A Regular Fellow de A. Edward Sutherland
- 1925 : The Red Kimona de Walter Lang
- 1925 : Braveheart de Alan Hale
- 1926 : The Test of Donald Norton de B. Reeves Eason
- 1926 : 'Out of the Storm de  Louis J. Gasnier
- 1926 : Hands Across the Border (en) de  David Kirkland
- 1930 : La Piste des géants (The Big Trail) de Raoul Walsh